# Sergey Nechayev
Sergey Gennadiyevich Nechayev (ou Sergei Nechaev, Сергей Геннадиевич Нечаев), nasceu em 2 de Outubro de 1847, morreu em 21 de Novembro ou 3 de Dezembro de 1882) foi um anarquista revolucionário russo que ficou associado ao Movimento Niilista e reconhecido pela obstinação de fomentar a revolução utilizando qualquer meio necessário, incluindo a violência política. O personagem Pyotr Verkhovensky, da narrativa anti-niilista Os Demônios, de Fiódor Dostoiévski, é baseado em Nechayev.

## Vida na Rússia
Netchaiev nasceu em Ivanovo, uma cidade têxtil pequena, de pais pobres – seu pai era um empregado de mesa e pintor de tabuletas. Netchaiev já tinha desenvolvido uma consciência crítica sobre a desigualdade social e um ressentimento do local em que morava em sua juventude. Em 1865, com 18 anos de idade, Netchaiev mudou-se para Moscou, onde ele trabalhou para o historiador Mikhael Pogodin. Um ano mais tarde, ele se mudou para São Petersburgo, passou numa prova e começou a lecionar numa paróquia. Netchaiev participou de aulas na Universidade de São Petersburgo (mesmo sem ser oficialmente matriculado) e ficou tentado com a literatura subversiva russa dos Dezembristas, o Petrashevsky Circle, e Mikhail Bakunin, entre outros, com toda a agitação estudantil na universidade.
Netchaiev participou de um grupo ativista estudantil em 1868-1869, liderando uma minoria radical com Petr Tkachev e outros. Netchaiev participou em conceber o movimento estudantil “Programa de atividades revolucionárias”, no qual começou mais tarde uma revolução social como a última tentativa. O programa também sugeria meios para criar uma organização clandestina revolucionária e conduzir atividades subversivas. Em particular, o programa fez parte da composição do Catecismo Revolucionário, no qual Netchaiev tornaria-se famoso mais tarde.

## Exílio
Em janeiro de 1869, Netchaiev espalhou falsos rumores de sua prisão em São Petersburgo, então foi para Moscou antes de ir para o estrangeiro. Em Genebra, Suíça, ele fingiu ser um representante de um comitê revolucionário que tinha partido da Fortaleza Paulo e Pedro, e então ganhou a confiança do revolucionário em exílio Mikhail Bakunin e seu amigo colaborador Nikolai Ogarev. Ogarev, numa sugestão de Bakunin, dedicou um poema para Netchaiev:
O estudante (para meu jovem amigo Netchaiev)

Ele nasceu para um destino desgraçado

E lecionou numa escola difícil,

E sofreu tormentos intermináveis

Em anos de trabalho constantes.

Mas como os anos foram varridos

Seu amor pelas pessoas cresceu fortemente

E violenta sua sede pelo bem comum

A sede de melhorar o destino do homem.
Bakunin viu Netchaiev - a autêntica voz da juventude russa - na qual chamou de o “maior revolucionário do mundo”. Ele seguraria essa visão idealista após sua associação com Netchaiev virar perigosa para ele.
Na primavera de 1869, Netchaiev escreveu o “Catecismo Revolucionário, um programa para a “cruel destruição” da sociedade e do estado. Às vezes é se falado que ele escreveu com Bakunin mas a verdade é que Bakunin denunciou o documento em 1870, escrevendo:

“Você desejava e ainda deseja fazer sua própria autocrueldade, seu próprio verdadeiro fanatismo extremista, na regra de uma vida comum....Renuncie seu sistema e você será um homem valioso; se, entretanto, você não deseja renunciar o sistema, você certamente se tornará um militante prejudicial, alto destrutivo, mas não para o estado, mas sim para a causa libertária...”

O Catecismo inclui a seguinte passagem:

“O Revolucionário é um homem predestinado. Ele não tem interesses pessoais, nem casos, sentimentos, afazeres, nem mesmo um nome próprio. Sua existência é somente por um propósito, um pensamento, uma paixão – a revolução. Coração e alma, não meramente pela palavra mas pela...””

O mais importante princípio do “Catecismo” – “o fim justifica os meios” – viraria o principal slogan de Netchaiev durante sua carreira revolucionária. Ele viu a imoralidade implacável na perseguição do controle total pela Igreja e o Estado, e acreditava que o esforço contra os dois deve ser feito por todos os meios necessários, sempre focando a destruições dos mesmos. A personalidade individual tem de ser abandonada pelo grande propósito num tipo de ascetismo espiritual na qual Netchaiev foi muito mais que um simples teórico, mas guiando princípios pelo qual ele viveu sua vida. Ele também formulou algumas táticas revolucionárias:
A revolutionary "must infiltrate all social formations including the police. He must exploit rich and influential people, subordinating them to himself. He must aggravate the miseries of the common people, so as to exhaust their patience and incite them to rebel. And, finally, he must ally himself with the savage word of the violent criminal, the only true revolutionary in Russia".
O livro foi influência para as gerações futuras de grupos radicais, e foi republicado pelos Panteras Negras em 1969 – cem anos depois desde a publicação original. Também influenciou a formação dos militantes do grupo Red Brigades na Itália em 1969.
Ogarev, Bakunin e Netchaiev organizaram a campanha de propaganda de material subversivo a ser mandado para a Rússia, financiado por Ogarev do então chamado “Fundo Bakhmetiev” (Bakhmetiev Fund), no qual tinha sido criado para subsidiar suas próprias atividades revolucionárias. Alexander Herzen não aprovou o fanatismo netchaievista e se opôs fortemente contra a campanha, acreditando que Netchaiev estava influenciando Bakunin em direção a uma retórica mais extrema. Contudo, Herzen emprestou muito dinheiro da organização para Netchaiev, no qual ele partiu para a Rússia para mobilizar o suporte para a revolução.

## Retorno à Rússia
Tendo deixado a Rússia ilegalmente, Netchaiev teve que voltar para Moscou em 1869 com a ajuda dos contatos de Bakunin. Lá ele viveu uma vida severa, gastando dinheiro apenas nas atividades políticas. Ele fingiu ser um representante do departamento russo da “Rede de União Revolucionária” (na qual não existia) e criou uma afiliada da sociedade secreta chamada Narodnaya Rasprava (Народная расправа, "People's Reprisal" – Represália do Povo), na qual, ele dizia existir por bastante tempo em cada esquina da Rússia. Ele discursava apaixonadamente para estudantes sobre a necessidade de se organizar. Vera Zasulitch (escritora marxista) fala que quando ela encontrou Netchaiev pela primeira vez, ele imediatamente tentou recrutá-la:
"Netchaiev começou a me contar seus planos para organizar uma revolução na Rússia num futuro próximo. Eu me senti terrível: foi realmente doloroso para eu dizer ' Isso é pouco provável, Eu não sei sobre isso'. Eu podia ver que ele estava realmente sério, que isso era uma conversa séria sobre revolução. Ele podia e iria agir – ele não era o líder dos estudantes?... Eu não podia imaginar maior prazer do que servir a revolução. Eu tinha vivido somente para sonhar isso, e agora ele estava dizendo que ele queria me recrutar....E o que eu conhecia sobre 'o povo'? Eu conhecia somente as senzalas de Biakolovo e os membros do meu coletivo tecelão, enquanto ele era um trabalhador desde que nasceu."
Muito ficaram impressionados pelo jovem proletário e entraram para o grupo. Contudo, o fanatismo de Netchaiev parecia estar se tornando mais desconfiável para as pessoas a sua volta, até denunciando Bakunin como doutrinário, “falador com papéis e bocas”. O incidente no qual é retratado pelo escritor Dostoievski na novela política “Os Demônios” seria talvez um crime cometido por Netchaiev e seus camaradas na morte de I.I.Ivanov que teria discordado com Netchaiev sobre a distribuição da propaganda e por isso teriam o matado e escondido o corpo num lago.
O corpo teria sido achado e alguns dos revolucionários foram presos, mas Netchaiev escapou e foi para São Petersburgo em Novembro, onde ele tentou continuar suas atividades para criar uma sociedade clandestina. Em 15 de dezembro de 1869, ele deixou o país e voltou para Genebra.

## Morte

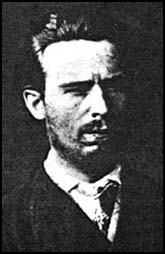
Sergéi Necháyev afastado de seus companheiros em seus últimos anos

Netchaiev foi aceito pelo Bakunin e Ogarev em seu retorno para a Suíça em Janeiro de 1870 – Bakunin escreveu “Eu pulei tanto de alegria que eu esmaguei o teto com a minha cabeça velha!” Logo após a reunião dos três, Herzen morreu, isso foi o que faltava para Netchaiev continuar suas atividades políticas. Netchaiev emitiu um número de proclamações mirando na diferente estrutura da população russa. Junto com Ogarev, ele publicou a Revista Kolokol (Abril – Maio, 1870, emitiu 1 até 6). Em seu artigo “Os fundamentos do Sistema Social Futuro” (Главные основы будущего общественного строя), publicado na Vontade do Povo (1870, número 2), Netchaiev partilhou sua visão de um sistema comunista na qual Karl Marx e Engels chamariam mais tarde de “comunismo de quartel”.
Entretanto, a suspeita de Netchaiev em seus camaradas tinha crescido muito, e ele começou roubando cartas e papéis pessoais. Ele pediu ajuda para a filha de Herzen, Natalie. Quando Bakunin descobriu a duplicidade do comportamento de Netchaiev, começou a avisar seus amigos, mas sempre continuou defendendo o jovem.
O Conselho Geral da liderança da organização de esquerda, a “Primeira Internacional”, oficialmente separou os dois (Netchaiev e Bakunin), alegando que ele tinha abusado do nome da organização. Depois de ler uma carta do editor para Bakunin, Netchaiev disse que mataria o editor se ele não fizesse o que Bakunin queria. Após isso, Netchaiev ficou ainda mais isolado de seus camaradas. German Lopatin, membro da Primeira Internacional, acusou Netchaiev de comportamento teórico sem escrúpulos e destrutivo, induzindo Ogarev e Bakunin a rachar suas relações com ele no verão de 1870 – embora Bakunin continuasse a escrever cartas apaixonadas para Netchaiev pedindo por reconciliação e avisando-o dos perigos que ele se encontrara com a lei, depois da morte de Ivanov.
Em 1870, Netchaiev publicou uma edição da Revista Commune em Londres e depois, escondendo-se da polícia tzarista, foi para Paris e depois Zurique.
Em agosto de 1872, Netchaiev foi preso em Zurique e entregue para a polícia russa. Ele foi preso em 1873 e sentenciado a 20 anos de trabalhos forçados por matar Ivanov. Netchaiev, enquanto preso na Fortaleza de Pedro e Paulo, conseguiu controlar os guardas com a força de suas convicções políticas e no final dos anos 1870, ele estava usando os guardas para passar correspondência com revolucionários do lado de fora. Em dezembro de 1880, ele estabeleceu contato com o Comitê Executivo do Narodnaya Volya e propôs um plano para sua fuga. Entretanto, ele abandonou o plano devido sua relutância para distrair os esforços dos membros do Narodnaya Volya de tentar assassinar Alexandre II.
Netchaiev morreu em 1882  ainda em sua cela.